# شبه جزيرة الفاو

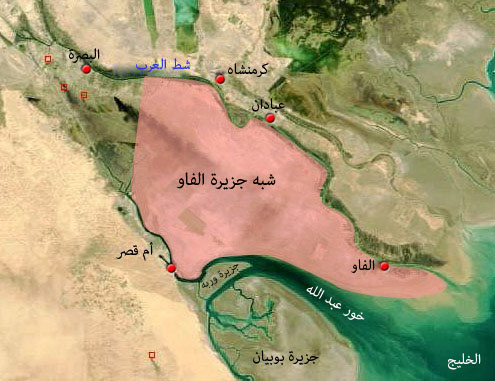
شبه جزيرة الفاو

شبه جزيرة الفاو تقع في جنوب محافظة البصرة على مبعدة تصل إلى حوالي 100 كم. سكنها عراقيون قدم بعضهم من منطقة نجد واستقروا فيها منذ قرون بعيدة. كانت الفاو إبان الحكم العثماني حامية أسقطتها المدافع البريطانية في غزو عام 1914.

## التاريخ
وهو مركز قضاء في محافظة البصرة جنوب العراق تقع في شبه جزيرة الفاو عند مصب شط العرب في الخليج العربي.
يعود تاريخ الفاو إلى سنة (2500ق.م) وحسبما تشير اللقى التاريخية إلى إن الملك الآشوري سنحاريب أطلق عليها (ريبو سلامو) أي باب السلامة وأطلق عليها العرب عام 635 ميلادية منطقة ماء الصبر أي المر وسماها الوالي العثماني مدحت باشا مفتاح العراق وقال عنها صلاح الدين الصباغ أحد قادة ثورة أيار عام 1941 أرض السلامة.

## معنى الفاو
اختلف اللغويون في تفسير معنى الفاو فقد قال ياقوت الحموي أنها الفج الواسع بين جبلين وقيل أنها الفاو المتدلي على الخليج العربي وذهب آخرون إلى أنها مشتقة من الغولاف وهونبات تشتهر بزراعته منطقة الفاو والذي تستخرج من أزهاره صبغة حمراء استعملت في طلاء شناشيل البصرة، وتشير المصادر التاريخية إلى أن الفاو اكتسبت اسمها من سفينة تحطمت فوق الصخور الكامنة تحت الماء كانت تدعى الفاو. وأوضحت مصادر تاريخية إلى أن الفاو شهدت محاولة من قبل العيلاميين لاحتلالها في العصور القديمة ولكنهم فشلوا في ذلك بعد أن خسروا المعركة التي دارت بالقرب من نهر الكرخ أمام الجيش الآشوري القادم من العراق وقتل قائد العيلاميين وخلفت هذه المعركة نقوشاً وكتابات ما زالت محفورة على الواح من المرمر تحذر أهل عيلام من معاودة التحرش بالعراق وتبدأ بعبارة (من هنا مر ملك العراق العظيم) وفي التاريخ تنازع على الفاو البرتغاليون والعثمانيون والإنجليز الذين احتلوها سنة 1914 فيما احتلتها إيران في شهر شباط عام 1986 وتم تحريرها خلال شهر نيسان عام 1988 على يد القوات العراقية آنذاك، لتبقى الفاو مدينة عراقية تحكي للتاريخ قصص نضال العراقيين ضد المحتلين الأجانب وتتميز مدينة الفاو بكثرة جداولها وأنهارها ويذكر المؤرخون أن عددها (172) وتتوزع بين المناطق والمقاطعات مثل كوت بندر وكوت عباس الذي تضم ثمانية أنهر و(18) نهراً في كوت الخليفة منها نهر حلاوي وطوق الأغوات ونهر باب الهواء و(17) نهراً في الفداغية منها نهر الدوار وابن عيد والخاجية وبركة والحنشنام أما في الدورة فهناك (40) نهراً منها نهر بيت خليفة وحسن صبغ وحالوب وابن والي ونهر تينه وفي منطقة المعامر (37) نهراً، وأخيراً فأن منطقة الفاو تحتوي على (52) نهراً منها العبادي وسنافي ومناع وبيت مشكور وخنيز، وكانت الفاو مشهورة بالنخيل وتنتج أكثر من (42) صنفا من أجود أنواع التمور ومنها أسطة عمران وأشقر وأصابع العروس وأم الدهن والبرحي وبنت السوده والبريم وبنت السبع وبنت الصفراء والزهدي وخضراوي ومكتوم أحمر وقنطار وجبجاب حمراوية|وحمراوي وأنواع أخرى، أصبحت الفاو ميناء العراق الرئيس عام 1923 وكان يؤمه عدد من البواخر والسفن الشراعية وناقلات النفط الخام المصدر إلى خارج العراق، واستمر هذا النشاط حتى العام 1931 عندما قام الملك فيصل الأول بافتتاح ميناء المعقل عندما جاء بقطار خاص وبصحبته رئيس الوزراء ورئيسا مجلسي الأعيان والنواب.

## الموقع الاستراتيجي
كانت الفاو بسبب موقعها الاستراتيجي مسرحاً للعديد من العمليات العسكرية فأولها في الحرب العالمية الأولى حيث حدثت في الفاو أول معركة بين القبائل العراقية والاحتلال البريطاني للعراق عام 1914 في منطقة كوت الزين بقيادة الشهيد الشيخ شلال الفضل الوائلي رئيس عشائر الشرش الذي استشهد في كوت الزين. وخزعل الكعبي رئيس عشائر بني كعب ,وتكبد فيها الاحتلال خسائر جسيمة.. وخلال الحرب العراقية الإيرانية وخلال حرب الخليج الثانية.

## شهرة الفاو
تشتهر الفاو بزراعة النخيل والحناء ونظرا لطبيعة أرضها فهي تنتج الملح.احتلت الفاو من قبل إيران أثناء الحرب العراقية الإيرانية عام 1986 وتم تحريرها عام 1988 حيث أعيد بناؤها وعاد أهلها المهجّرون بعد ذلك في عام 1989.

## تحرير شبه جزيرة الفاو من القوات الإيرانية
معركة تحرير الفاو :معركة تحرير الفاو عملية عسكرية نفذها الجيش العراقي في 17 نيسان 1988 خلال حرب الخليج الأولى لإخراج الجيش الإيراني من المثلث الجنوبي لشبه جزيرة الفاو بعد احتلال إيران للمنطقة لمدة عامين. أطلق على العملية اسم رمضان مبارك لتوافق العملية يومها مع أول أيام شهر رمضان.

## في الفاو موانئ عديدة
1. ميناء الفاو الكبير: الذي من المؤمل أن يصبح من أكبر الموانئ في العالم وأكبر ميناء في الشرق الأوسط وسيحوّل الفاو إلى مدينة عالمية تجارية اقتصادية ضخمة. وقد تم الاتفاق المبدئي في شهر سبتمبر 2009 مع شركات إيطالية حول بناء المشروع وفي حين المصادقة على تلك الشركات سوف تباشر العمل في المشروع قريبا.
2. ميناء المعامر.
3. ميناء خور العمية.
4. ميناء البكر (غير اسمه بعد عام 2003 إلى اسم ميناء البصرة النفطي).

## مدارس الفاو القديمة
1. مدرسة موسى بن نصير
2. مدرسة الفاو الابتدائية للبنين
3. مدرسة المهلب بن أبي صفرة
4. مدرسة الخليج العربي
5. ثانوية الفاو للبنات وأخرى للبنين
6. مدرسة متوسطة جنين
7. مدرسة سارة للبنات في الكمب
8. مدرسة موسى بن نصير
9. مدرسة التهذيب

## أشهر الفرق الرياضية في الفاو
1. فريق الجنوب لكرة القدم
2. فريق الأنوار لكرة القدم
3. فريق الفتيان لكرة القدم
4. فريق الفاو لكرة القدم

## جغرافيا
تتكون جغرافياً من أنهار عديدة تفضل بين أراضيها يطلق عليها العامة الأحواز وهو جمع حوز وما تمتاز به هذه المدينة هو السقس بالري أي أن المياه تصل إلى الأراضي الزراعية بالمد وتبزل بالجزر المرتبط بشط العرب المؤدي إلى الخليج العربي وأن هذه الصفة قد ميزت الفاو عن باقي مدن العالم.. ويعمل أهالي الفاو بالصيد وزراعة النخيل والحناء.

## تاريخ
يعود تاريخ المنطقة إلى سنة (2500 ق.م) وحسبما تشير اللقى التاريخية إلى إن الملك الآشوري سنحاريب أطلق عليها (ريبو سلامو) أي باب السلامة وأطلق عليها العرب عام 635 ميلادية منطقة ماء الصبر أي المر وسماها الوالي العثماني مدحت باشا مفتاح العراق وقال عنها صلاح الدين الصباغ أحد قادة ثورة أيار عام 1941 أرض السلامة.
احتلت الفاو من قبل الإيرانين في حرب الثمان سنوات وتم تحريرها في 17 نيسان 1988 في معركة كانت مفتاحا لانكسار الجيش الإيراني
لذلك تعد الفاو مفصلا في تاريخ الحروب وصخرة تتكسر عليها آمال المحتلين.